# Johann Hieble
Johann Hieble, auch Hans Hieble (* 1910; † 1945) war ein deutscher Skilangläufer.

## Leben
Johann Hieble gehörte dem SC Oberstaufen an und konnte sich gemeinsam mit den Vereinskollegen Fidel Wagner und Michael Kirchmann für die Olympischen Winterspiele 1936 qualifizieren. Er bestritt zusammen mit Herbert Leupold, Hermann Lochbühler und Michael Kirchmann den Demonstrationsbewerb Militärpatrouille, bei dem die deutsche Mannschaft den fünften Platz erzielte.
Kurz vor Ende des Zweiten Weltkriegs starb er im Feld.